# سياسة عامة علمية
السياسة العامة العلمية عبارة عن ممارسة تعتمد من خلالها السياسات العامة على العلوم.

## الحجج المؤيدة والمعارضة
يعد بيتر إيه أوبيل، وهو طبيب أمريكي، أحد مؤيدي السياسة العامة العلمية. وفي مقال تحت عنوان «السياسة العامة العلمية: وضع السياسات بطريقة تعكس الطبيعة البشرية» (Scientocracy: Policy making that reflects human nature)، كتب قائلاً «عندما أتحدث عن السياسة العامة العلمية، فأنا لا أتحدث عن عالم يحكمه العلماء السلوكيون، أو أي نوع آخر من العلماء. بل إنني أتخيل حكومة من الأشخاص، لكنها تعتمد على العلماء لتوفير المعلومات لها. إنه عالم لا يتجادل فيه الناس بدون نهاية حول ما إذا كانت الإيصالات التعليمية سوف تؤدي إلى تحسين المدارس أم لا، وما إذا كانت السيطرة على السلاح ستؤدي إلى تقليل الجرائم أم لا، وما إذا كانت حسابات التوفير الصحية ستؤدي إلى التقليل من نفقات الرعاية الطبية أم لا... ولكنه عالم تتاح فيه الفرصة للعلوم لتوضح لك ما إذا كانت الإيصالات وقوانين السيطرة على الأسلحة وحسابات التوفير الصحية يمكن أن تؤتي أكلها أم لا، وإذا كان الأمر كذلك، فما هي الشروط التي يحدث فيها ذلك.»
أما برنارد بودرو، وهو طبيب كندي، فيعارض السياسة العامة العلمية. فقد كتب قائلاً «مع بداية القرن الحادي والعشرين، أصبحت الاعتقادية العلمية أكثر رسوخًا من أي وقت مضى. فقد أصبح العالم هو الكاهن الأعلى للعالم الصناعي، حيث يوثق كلاً من التدريب الأكاديمي للمستخدمين الجدد وأهمية أنواع ووسائل الإنتاج. وفي كل مجالات الحوار البشري، فإن المنطق العلمي له تأثير وقوة القانون. فما كان في يوم من الأيام يمثل حكومة دينية، أصبح اليوم يمثل» السياسة العامة العلمية"." وفي مقال تحت عنوان «لماذا لن تؤتي السياسة العامة العلمية ثمارها» (Why the Scientocracy Won’t Work)، «ينتقد» ويسلي جيه سميث «الاتجاه الداعي لترك» العلماء«يقررون ما هو أخلاقي وما يجب أن تكون عليه سياساتنا العامة».
وقد كتب ديباك كومار، وهو مؤرخ، عن «ظهور» السياسة العامة العلمية"" في الهند. كما كتب إيريك إي جونسون عن «السياسة العامة العلمية والحاجة إلى عملية قضائية». ويدعو كاسي لوسكين، في مقال عنونه «قواعد السياسة العامة العلمية» (Scientocracy Rules) إلى القلق حيال تأثير «المجمع الصناعي الإعلامي العلمي غير الهادف للربح المدعوم من الحكومة»، مرددًا التحذير الشهير لدوايت أيزنهاور حول «المجمع الصناعي العسكري» و«احتمالية التزايد المحتمل للسلطة في غير محلها».

## السياسة العامة العلمية كمصطلح مستحدث
يدرك بعض الكتاب الاتجاه المتنامي لجعل السياسات العامة تقوم على العلوم، وهم يشيرون إلى هذا الاتجاه باسم السياسة العامة العلمية. وعند البحث على جوجل، يمكن العثور على 3700 نتيجة تشير إلى «scientocracy (والتي تعني السياسة العامة العلمية)». ويؤدي البحث في نسخة قاموس أكسفورد الإنجليزي المتاحة على الإنترنت إلى عدم الحصول على «أي نتائج» عند البحث عن «السياسة العامة العلمية»  وبالتالي، يمكن أن يُعْتَبَر مصطلح السياسة العامة العلمية على أنه مصطلح مستحدث، وهو مصطلح تمت صياغته حديثًا ما زال في طريقه للدخول إلى نطاق الاستخدام الشائع، إلا أنه لم يصبح مقبولاً بعد في اللغة الرئيسية.

## الاستخدام السابق
كتبت فلورانس كادي (1837–1923) كتابًا عنوانه عبر الحقول مع لينيوس: فصل في التاريخ السويدي (Through the fields with Linnaeus: a chapter in Swedish history). وقد نُشِرَ هذا الكتاب في مجلدين في عام 1887. وفي المجلد الأول، كتبت قائلة «لقد علمه الدرس الذي تعرض له في هامبورغ أن الإنسان الجديد يجب ألا يشعر بالغطرسة عندما يدخل إلى مجتمع السياسة العامة العلمية، ويجب ألا يندفع ضد المصالح الخاصة. فرغم كل فقره، يبدو أن كارل لينيوس قد عاش في علاقة حميمية مع علماء السياسة العامة العلمية في ليدن - فان روين وفان سويتن وليبركون ولاوسون وجرونوفيوس.» ففي تلك العبارتين، نراها تستخدم عبارة «مجتمع السياسة العامة العلمية» و«علماء السياسة العامة العلمية» للإشارة إلى مجموعة من العلماء الذين ظهروا في تلك الفترة.
وفي عام 1933، قام هوجو جرنسباك بتعريف السياسة العامة العلمية على أنها «توجيه الدولة ومواردها من خلال العلماء وليس من خلال الفنيين».

## كتابات أخرى
- Chris Mooney and Sheril Kirshenbaum (2009). Unscientific America: How Scientific Illiteracy Threatens our Future. Basic Books; New York City, N.Y. ISBN 978-0-465-01305-0